# Schismatoglottis pusilla
Schismatoglottis pusilla är en kallaväxtart som beskrevs av Adolf Engler. Schismatoglottis pusilla ingår i släktet Schismatoglottis och familjen kallaväxter.
Artens utbredningsområde är Filippinerna. Inga underarter finns listade.